# Verwandtschaftsterminologie
Unter Verwandtschaftsterminologien versteht man allgemein die Terminologie zur Beschreibung von Verwandtschaftsbeziehungen.
Die Untersuchung verschiedener Verwandtschaftsterminologien war lange Zeit das zentrale Forschungsfeld der Ethnosoziologie. Zentrum der Untersuchung ist, wie Personen in gewissen Verwandtschaftsverhältnissen entweder unterschiedlich benannt werden oder mit einer Bezeichnung (Terminus) zusammengefasst werden (Beispiel aus dem Deutschen: „Onkel“ kann der Bruder der Mutter oder des Vaters sein, aber auch der Ehemann einer Schwester eines Elternteils, während „Tochter“ nur für einen Verwandtschaftstyp verwendet wird).
Wichtige Vertreter der Forschungsrichtung sind zum Beispiel Carl August Schmitz, George P. Murdock, Lewis Henry Morgan und Robert Lowie. Es können grob zwei verschiedene Vorgehensweisen bei der Forschung unterschieden werden: Eine nähert sich den einzelnen Termini selbst, die andere widmet sich den gesellschaftlichen Systemen der Kategorisierung von Verwandten in bestimmte Gruppen anhand derer Benennung.

## Untersuchung eines Terminus
Ein einzelner Verwandtschaftsterminus enthält drei große Bezugsebenen:
- Art des Gebrauchs
- linguistische Struktur
- genealogische Reichweite

### Gebrauch der Termini
Man unterscheidet hier Adresstermini und Referenztermini.
Referenztermini verwendet man, um über eine nicht anwesende Person zu sprechen. Adresstermini werden herangezogen, um eine Person direkt anzusprechen. In diese Kategorie fallen somit auch Kosenamen und sämtliche andere Formen, wie man Personen direkt anspricht, wodurch die Bandbreite der Adresstermini deutlich größer sein kann als die der Referenztermini. Adress- und Referenztermini können gänzlich oder teilweise ident, aber auch gänzlich voneinander abweichend sein.
Unterschiede können zum Beispiel dadurch entstanden sein, dass Meidungstabus Personen verpflichten, beim Ansprechen einer höheren Person gewisse Ausdrücke nie zu verwenden. Dadurch geben Adresstermini einen guten Einblick in Sozialstrukturen und die Hierarchie.
Der Verwandtschaftsgrad, der in einer Anrede verwendet wird, muss nicht gleich der biologischen Verwandtschaftsart entsprechen. Persönlich nahestehende Personen werden häufig mit Termini naher Verwandtschaft gewürdigt.

### Linguistische Struktur
Die Untersuchung von Verwandtschaftstermini anhand ihrer linguistischen Struktur geht auf Carl August Schmitz zurück, der drei verschiedene Arten von Termini unterscheidet:
- elementare Termini: Diese sind nicht weiter reduzierbar und bestehen aus nur einem Wort. Elementare Termini sind also Vater, Schwester, Onkel …
- abgeleitete Termini: Solche werden aus einem elementaren Terminus + Adjektiv gebildet: Beispiele der deutschen Sprache sind Schwiegermutter, Großvater …
- deskriptive Termini: Sie beschreiben die Verwandtschaft durch Aneinanderreihen elementarer Termini sehr genau. Ein Beispiel wäre der ethnosoziologische Begriff Vatermutter für die väterlicherseitige Großmutter (vergleiche etwa Schwedisch farmor aus far „Vater“ und mor „Mutter“), oder im Türkischen die Differenzierung zwischen amcamın oğlu („Sohn meines Onkels väterlicherseits“), halamın oğlu („Sohn meiner Tante väterlicherseits“), dayımın oğlu („Sohn meines Onkels mütterlicherseits“) oder teyzemin oğlu („Sohn meiner Tante mütterlicherseits“), wofür im Deutschen heute nur noch ein Sammelbegriff („Cousin“ oder „Vetter“) zur Verfügung steht.

### Genealogische Reichweite
Hier werden denotative und klassifikatorische Termini unterschieden.
Denotative Termini sind für nur einen einzigen Verwandtschaftstyp in Gebrauch. Im Deutschen gibt es acht solcher Termini: Vater, Mutter, Sohn, Tochter, Bruder, Schwester, Ehemann und Ehefrau.
Alle anderen Termini sind klassifikatorisch: So fallen unter unseren Begriff „Großmutter“ die Vatermutter und die Muttermutter. Eine Tante kann die Schwester des Vaters oder der Mutter sein oder auch die Frau des Bruders eines Elternteils.
Kriterien, nach denen man klassifikatorische Termini weiter differenzieren kann, sind, ob mit einem Terminus Verwandte in nur einer Generation oder in unterschiedlichen Generationen zusammengefasst werden oder das Ignorieren des Geschlechts von Verwandten (vergleiche „Geschwister“), die Nicht-Unterscheidung von Blutsverwandtschaft und Heiratsbeziehung (etwa Onkel) oder Kollateralität und Linearität.

## Verwandtschaftsterminologische Systeme und Kriterien
Grundprinzip der Erforschung verwandtschaftsterminologischer Systeme ist, dass bestimmte nahestehende Verwandte (in der Regel die Eltern und deren Geschwister) auf der Welt unterschiedlich klassifiziert werden und dass diese terminologischen Unterschiede in Kategorien eingeteilt werden können.
Der Erste, der entdeckt hat, dass es auf der Erde unterschiedliche Systeme zur Benennung von Verwandten gibt, war der Missionar und Ethnograph Joseph François Lafiteau, der Ende des 18. Jahrhunderts zu der Erkenntnis kam, dass die Irokesen ein anderes System verwenden als die Europäer.

### Systeme nach Morgan
Lewis Henry Morgan machte diese Entdeckung im 19. Jahrhundert erneut. Der Evolutionist Morgan gilt als Begründer der Verwandtschaftsforschung, da er infolge dieser Entdeckung begann, verschiedene Systeme zu vergleichen und die Daten zu systematisieren.
Er unterteilte die verschiedenen Systeme grob in deskriptive und klassifikatorische Systeme. Als deskriptiv bezeichnete er Systeme, bei denen Kollateralität und Linearität unterschieden werden, klassifikatorisch sind demnach die Systeme, bei denen terminologisch etwa „Mutter“ und „Mutterschwester“ nicht unterschieden werden.
Als Evolutionist sah er in deskriptiven Systemen zivilisierte Gesellschaften, während für ihn klassifizierende Gesellschaften primitiv waren. Er erkannte allerdings bereits, dass Verwandtschaftstermini älter als das Gesellschaftssystem sind. Deshalb waren sie für ihn ein Blick zurück in die Geschichte der jeweiligen Gesellschaft und deren Struktur.

### Klassifikationsschema nach Lowie
Robert Lowie erstellte ein Schema mit vier Hauptsystemen, bei denen jeweils ein unterschiedliches Benennungsschema für die Geschwister der Eltern vorliegt:
Lineales SystemUnterscheidet zwischen linealen und kollateralen Verwandten: Es gibt einen Terminus für „Mutter“, „Vater“, „Onkel“ und „Tante“. Dieses System, dem auch die deutsche Sprache folgt, nennt George P. Murdock Eskimotypus.
Generationales SystemAlle Männer oder Frauen innerhalb einer Generation werden mit demselben Terminus bezeichnet, es erfolgt keine Unterscheidung von linearen und kollateralen Verwandten: Alle Männer oder Frauen der Elterngeneration werden gleich bezeichnet (für Onkel und Vater oder Mutter und Tanten existiert je ein gemeinsamer Terminus). Dieses System entspricht dem klassifikatorischen Schema von Morgan oder dem Hawaiitypus von Murdock.
Bifurcate MergingDie Eltern und deren Verwandte desselben Geschlechts tragen denselben Terminus, so wird zum Beispiel der Bruder des Vaters wie der Vater bezeichnet. Für kreuzverwandte Onkel und Tanten (die Vaterschwestern und Mutterbrüder) wird je ein eigener Terminus verwendet. Diese Gruppe wurde von Murdock weiter differenziert.
Bifurcate CollateralEigene Termini für Mutter, Mutterschwester und Vaterschwester, analog bei männlichen Verwandten. Entspricht dem Sudantypus von Murdock.

### Klassifikationsschema nach Murdock

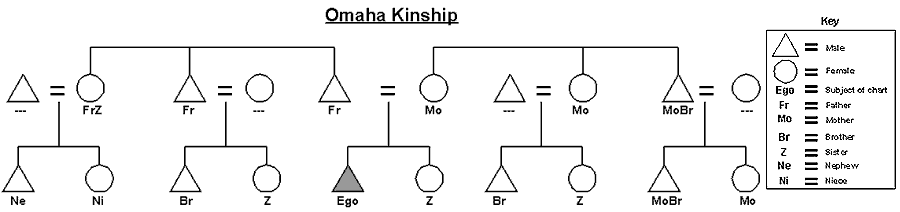
Schematische Darstellung des Omahatypus

Im Gegensatz zu Lowie benennt George P. Murdock seine verwandtschaftsterminologischen Systeme nicht nach deren Struktur, sondern nach einer Gesellschaft, die diesem Schema folgt.
Murdock zieht zur Differenzierung sowohl die erste aufsteigende Generation als auch die Ego-Generation heran. Drei seiner sechs Systeme entsprechen den Systemen, die Lowie erarbeitet hat. Das bifurcate merging jedoch unterteilte er in drei weitere Systeme:
EskimotypusDieser Typus entspricht dem linealen System Lowies. Während etwa das englische System die kollateralen Verwandten der Egogeneration nicht nach Geschlecht unterscheidet („cousin“), erfolgt im Deutschen diese Differenzierung sehr wohl (Vetter oder Base). Dieses System findet man außer in der westlichen Welt auch z. B. bei den Eskimo.
HawaiitypusEntspricht dem generationalen System von Lowie.
SudantypusEntspricht Lowies bifurcate collateral. Für die acht verschiedenen Basen- oder Vetternbeziehungen gibt es ebenso viele Termini. Der Sudantypus ist der seltenste von allen.
Iroquoi-, Crow- und Omahatypus sind bei Lowie im bifurcate merging enthalten. Alle drei Systeme benennen parallele Tanten und Onkeln wie Vater und Mutter; deren Söhne und Töchter tragen ebenso pro Geschlecht einen gemeinsamen Terminus. Die Unterscheidung erfolgt anhand der Kreuz-Cousins und -Cousinen.
Iroquoitypusgleicher Terminus für Mutterbrudersohn/-tochter und Vaterschwestersohn/-tochter
Bei Crow- und Omahatypus kommt es zur Schrägstellung von Generationen. Ein Terminus kann in verschiedenen Generationen auftreten. Bei beiden Typen ist darüber hinaus das Geschlecht des Sprechers ausschlaggebend, hier aus männlicher Sicht dargelegt:
CrowtypusFür die Kinder der Vaterschwestern wird ebenfalls der Terminus „Vater(bruder)“ oder „Vaterschwester“ verwendet; für matrilaterale Kreuzcousinen verwendet ein männliches Ego denselben Terminus wie für seine Kinder.
OmahatypusMutterbruderkinder werden wie die Mutter(schwester) oder ein Mutterbruder bezeichnet. Patrilaterale Kreuzcousinen werden wie Neffen und Nichten bezeichnet.
Bei 597 in Marvin Harris’ ethnographischen Atlas untersuchten Gesellschaften verwenden
- 251 das Hawaiisystem
- 166 das Iroquoisystem
- 102 ein Crow/Omahasystem
- 71 das Eskimosystem
- nur 7 den Sudantypus.

### Dravidisches verwandtschaftsterminologisches System
Als siebtes System neben den sechs von Murdock beschriebenen entdeckte Louis Dumont 1953 einen dravidischen Typus, der 1964 von Floyd Lounsbury endgültig als eigenständig identifiziert wurde – zuvor war er dem Iroquoi-Typus zugerechnet worden. In diesem System ist die gerade oder ungerade Anzahl von verbindenden männlichen Verwandten zu Cousinen und Großcousinen von Signifikanz.

### Kriterien
Alfred Kroeber erkannte als erster, dass die ledigliche Unterscheidung von linealen und kollateralen Verwandten wie bei Morgan nicht ausreicht, um eine ausreichende Differenzierung vorzunehmen. Seine Forschungen führten zu einer Liste von acht Kriterien, die in einer jeweiligen Gesellschaft entweder angewandt werden und dadurch zu einer unterschiedlichen Benennung von Verwandten führen oder nicht und somit verschiedene Verwandtschaftstypen terminologisch verschmelzen.
Kriterien:
- dieselbe oder eine andere Generation
- blutsverwandt oder angeheiratet (Affinität)
- lineare oder kollaterale Verwandtschaft
- relatives Alter innerhalb einer Generation (anderer Terminus für ältere oder jüngere Brüder)
- Geschlecht (männl./weibl.) des Verwandten
- Geschlecht (männl./weibl.) des Sprechers
- Geschlecht des verbindenden Verwandten (Bifurkation)
- Tot- oder Lebendstatus des verbindenden Verwandten
- Polarität: Verwandte verschiedener Generationen bezeichnen sich gegenseitig mit demselben Terminus oder nicht